# Borysław (stacja kolejowa)
Borysław (ukr. Борислав, ros. Борислав) – stacja kolejowa w miejscowości Borysław, w rejonie drohobyckim, w obwodzie lwowskim, na Ukrainie. Jest to stacja krańcowa linii.
Stacja powstała w czasach Austro-Węgier. Obecnie na linii Drohobycz – Borysław nie są prowadzone przewozy pasażerskie.